# Martînî, Mostîska
Martînî (în ucraineană Мартини) este un sat în comuna Malnivska Volea din raionul Mostîska, regiunea Liov, Ucraina.

## Demografie
Componența lingvistică a localității Martînî
     Ucraineană (100%)
Conform recensământului din 2001, toată populația localității Martînî era vorbitoare de ucraineană (100%).